# Kurd (település)
Kurd község Tolna vármegyében, a Dombóvári járásban.

## Fekvése
A Kapos völgyében, Dombóvártól mintegy 18 kilométerre északkeletre fekszik. Központján a Hőgyész-Dombóvár közötti 6532-es út húzódik végig, amelybe itt torkollik be Bonyhád-Majos felől a 6538-as út, 27,6 kilométer megtétele után, és itt ágazik ki belőle a több mint 9,5 kilométer hosszú 65 158-as számú mellékút Gyulaj felé.
A településen áthalad a (Budapest–)Pusztaszabolcs–Pécs-vasútvonal is, amelynek egy megállási pontja van itt, Kurd vasútállomás. Utóbbi a Kapos keleti partján fekszik, közúti elérését a 6532-esből kiágazó 65 355-ös számú mellékút biztosítja.

## Nevének eredete
A honfoglalás után katonai kísérőnépek telepedtek le a környéken, valószínűleg ők alapították a falut, és róluk kapta nevét.
A Kurd szó ugyanakkor egy török eredetű régi magyar férfinév, jelentése: farkas.

## Története
Kurd és környéke már ősidők óta lakott hely volt. Határában bronzkori eredetű kétfülű bronzvedreket (cisztákat) és hamvasztásos temetkezés nyomait tárták fel. Az Árpád-kori település, Kurd' nevét először egy 1332-1237 közötti időből származó adóösszeírás említette. Az 1200-as évek elején már a templommal rendelkező települések között sorolták fel nevét, tehát valamikor a honfoglalás után települhetett. 1542-ben a török hódoltság alatt a törökök a Völgység falvait pusztították, e pusztítás valószínűleg Kurd települést is érintette. A török megszállás alatt a törökök javadalomfaluja volt, és a szászi várhoz tartozott. 1669-ben a Völgység falvaival együtt puszta helynek írták.
Fényes Elek Geográphiai szótárában 1851-ben írta a településről: „Kurd, magyar falu, Tolna vármegyében, a Kapos bal partján, utolsó postája Szekszárdhoz nyugotra 4 mérföldnyire, 1250 katasztrális holddal, parochiával, templommal. Van első osztályú szántóföldje, jó bort termő szőlőhegye, derék erdeje, hídja a Kaposon, s kőépületjei az itt tanyázó lovasság számára.”
A Tolnai Világlexikon 1927-ben írta a településről: „Nagyközség Tolna vármegye dombóvári járásában, 1920-ban 1780 lakossal. Vasútállomás Kurd-Csibrák, posta, távíró Kurd-Csibrák.” (Azóta Csibrák önálló vasúti megállót kapott.)

## Közélete

### Polgármesterei
- 1990–1994: Cser István (független)[3]
- 1994–1998: Cser István (független)[4]
- 1998–2002: Cser István (független)[5]
- 2002–2006: Szentpáli Árpádné (független)[6]
- 2006–2010: Szentpáli Árpádné (független)[7]
- 2010–2014: Müller János (független)[8]
- 2014–2019: Müller János Norbert (független)[9]
- 2019–2024: Müller János (független)[10]
- 2024– : Müller János Norbert (független)[1]

## Népesség
A település népességének változása:
| Lakosok száma | 1182 | 1168 | 1139 | 1046 | 1012 | 978  | 990  |
|               | 2013 | 2014 | 2015 | 2021 | 2022 | 2023 | 2024 |

A 2011-es népszámlálás során a lakosok 87,2%-a magyarnak, 10,3% cigánynak, 0,2% horvátnak, 7% németnek, 0,2% örménynek, 0,7% románnak mondta magát (11,8% nem nyilatkozott; a kettős identitások miatt a végösszeg nagyobb lehet 100%-nál). A vallási megoszlás a következő volt: római katolikus 56,4%, református 5,1%, evangélikus 1,8%, görögkatolikus 0,1%, felekezeten kívüli 17,4% (17,2% nem nyilatkozott).
2022-ben a lakosság 88%-a vallotta magát magyarnak, 11,2% cigánynak, 5,8% németnek, 0,7% románnak, 0,1-0,1% szerbnek, horvátnak és bolgárnak, 1,1% egyéb, nem hazai nemzetiségűnek (11,2% nem nyilatkozott; a kettős identitások miatt a végösszeg nagyobb lehet 100%-nál). Vallásuk szerint 45,5% volt római katolikus, 2,5% református, 1,2% evangélikus, 0,1% görög katolikus, 1,3% egyéb keresztény, 1% egyéb katolikus, 19,4% felekezeten kívüli (29% nem válaszolt).

## Nevezetességei
- Római katolikus temploma - 1765-ben épült.  Oltára Martin Fischer alkotása, oltárképét pedig Zichy Mihály festette.
- Az 1800-as évek közepén határában talált etruszk eredetűnek tartott 2 fülű bronzvedrek (Ciszták), melyek a Nemzeti Múzeumba kerültek.

## Ismert személyek

### Itt születtek
- Sebestyén Géza, született Stern Jakab (1878 – Budapest, 1936) színész, színigazgató. Sebestyén Dezső, Mihály és Jenő testvére
- Sebestyén Jenő, született Stern Jenő (1881 – Budapest, 1949) színész. Sebestyén Dezső, Mihály és Géza testvére.

### Itt éltek
- Itt volt plébános az 1920-as években Makray Lajos pápai prelátus, címzetes prépost, országgyűlési képviselő.